# Śląski Związek Gmin i Powiatów
Śląski Związek Gmin i Powiatów (ŚZGiP) – stowarzyszenie, którego priorytetowym zadaniem jest działalność na rzecz rozwoju województwa śląskiego, a przede wszystkim społeczności lokalnych i samorządów terytorialnych. Od 8 czerwca 1995 r. przewodniczącym stowarzyszenia przez 20 lat był Zygmunt Frankiewicz, były prezydent Gliwic, następnie w latach 2015 - 2019 r. Jacek Krywult, były prezydent miasta Bielsko-Biała, a obecnie (od marca 2019 r.) funkcję przewodniczącego pełni Piotr Kuczera, prezydent Rybnika.
Śląski Związek Gmin i Powiatów aktualnie zrzesza 142 jednostki samorządu terytorialnego (stan na sierpień 2021 r.) z województwa śląskiego (w tym wszystkie 19 miast na prawach powiatu), które łącznie zamieszkuje ok. 4 mln osób. Pod względem skali działalności, jak i liczby ludności zamieszkującej obszar jego działalności, ŚZGiP jest największą regionalną organizacją samorządową w Polsce.